# پتی کاردناس
پتی کاردناس (انگلیسی: Patty Cardenas؛ زادهٔ august ۱۹, ۱۹۸۴ (۴۰ سال)) ورزشکار ورزش شنا اهل ایالات متحده آمریکا است.
وی در مسابقات کشوری و بین‌المللی در مجموع برندهٔ ۱ مدال طلا، ۱ مدال نقره شده‌است.